# Jaka Sampurna
Jaka Sampurna is een bestuurslaag in het regentschap Kota Bekasi van de provincie West-Java, Indonesië. Jaka Sampurna telt 68.721 inwoners (volkstelling 2010).